# Amy (film, 2015)
Pour les articles homonymes, voir Amy.
Pour plus de détails, voir Fiche technique et Distribution.
Amy est un film documentaire britannique réalisé par Asif Kapadia sorti en 2015. Il retrace la vie de la chanteuse Amy Winehouse jusqu'à sa mort.
Succès critique, il remporte de nombreux prix à travers le monde, dont l'Oscar du meilleur film documentaire. Le film est présenté pour la première fois au Festival de Cannes en 2015.

## Présentation

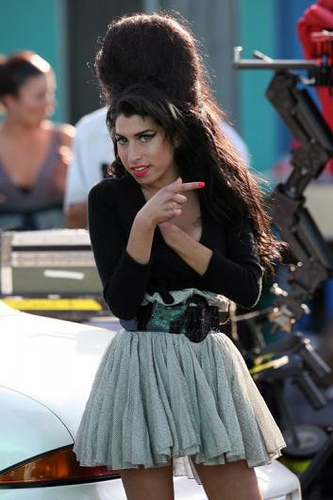
Winehouse à Los Angeles en mai 2007.

Ce film documentaire est centré sur la vie d'Amy Winehouse, qui trouve la mort à 27 ans, en juillet 2011, dans le Nord de Londres.
Le film débute en 1998 par une vidéo montrant la jeune Winehouse, alors âgée de quatorze ans. On voit la future star chanter avec une amie de longue date du nom de Juliette Ashby. Le reste du documentaire suit le parcours de la chanteuse, de ses débuts à ses premiers succès avec son album Frank en 2003. Prometteuse, elle sort en 2006 son second album Back to Black, énorme succès critique et de ventes avec des titres devenus célèbres tels que Rehab.
Malgré son succès, la vie personnelle de Winehouse est marquée par de nombreux problèmes d'alcool, de drogues et conjugaux. Ainsi, on suit la déchéance de la star à travers ses excès qui participeront à sa chute dans l'addiction. La caméra montre le ressenti d'Amy Winehouse sur sa vie, sa carrière, sa célébrité, sa famille et l'amour.

## Analyse
Kapadia effectue plus de cent interviews avec la famille et les amis de Winehouse. Le but de cette approche est d'avoir un fil d'Ariane sur la vie de la chanteuse. Tout au long du film, la musique de fond n'est autre que celle de Winehouse.

## Fiche technique
Sauf indication contraire, les informations mentionnées dans cette section peuvent être confirmées par la base de données cinématographiques IMDb,  présente dans la section « Liens externes ».
- Titre original : Amy
- Réalisation : Asif Kapadia
- Montage : Chris King
- Musique : Antonio Pinto
- Production : James Gay-Rees, George Pank et Paul Bell
- Sociétés de production : Film4, Krishwerkz Entertainment, On The Corner Films, Playmaker Films et Universal Music
- Société de distribution : A24 Films
- Pays d’origine : Royaume-Uni
- Langue originale : anglais
- Format : couleur - 35 mm - 2.35:1 - Dolby numérique
- Genre : Film documentaire
- Durée : 128 minutes
- Dates de sortie :
  - Première mondiale au festival du film de Cannes : 16 mai 2015[1]
    -  Royaume-Uni : 3 juillet 2015
    -  États-Unis : 3 juillet 2015
    -  France : 8 juillet 2015[3]

## Distribution
- Amy Winehouse : elle-même
- Mitchell Winehouse : père de Amy
- Janis Winehouse : mère de Amy
- Raye Cosbert : manager et promoteur
- Nick Shymanksy : ancien manager et ami
- Blake Fielder-Civil (crédité comme Blake Fielder) : ex-mari
- Mos Def (crédité comme Yasiin Bey) : Ami
- Tyler James : Ami
- Juliette Ashby : Amie
- Lauren Gilbert : Amie
- Pete Doherty : Ami
- Blake Wood : Ami
- Tony Bennett : Ami
- Mark Ronson : Producteur
- Salaam Remi : Producteur
- Andrew Morris : garde du corps
- Sam Beste : Pianiste
- Dale Davis : Directeur musical et guitariste
- Cristina Romete : Docteur
- Chip Somers : Conseiller drogue
- Shomari Dilon : Ingénieur du son
- « Spiky » Phil Meynell : Promoteur du Trash Club
- Monte Lipman : Président et CEO de Republic Records
- Lucian Grainge : Dirigeant du groupe Universal Music
- Guy Moot : Président de Sony Music Publishing au Royaume Uni
- Darcus Beese :  A&R de Island Records
- Nick Gatfield : Président de Island Records

## Accueil

### Box-office
| Pays       | Box-office (2015) |
| ---------- | ----------------- |
| Monde      | 10 440 554 US$    |
| États-Unis | 8 407 637 US$     |
| France     | 230 291 entrées   |
| Belgique   | 318 648 US$       |
| Allemagne  | 827 506 US$       |
| Italie     | 944 284 US$       |
| Espagne    | 579 234 US$       |

## Distinctions

### Récompenses
| Année                                         | Cérémonie ou récompense   | Prix | Lauréat(es)      |
| --------------------------------------------- | ------------------------- | ---- | ---------------- |
| 2015                                          |                           |      |                  |
| Boston Online Film Critics Association Awards | Meilleur documentaire     | Amy  |                  |
| Boston Society of Film Critics                | Meilleur documentaire     | Amy  |                  |
| Chicago Film Critics Association              | Meilleur documentaire     | Amy  |                  |
| Dallas-Fort Worth Film Critics Association    | Meilleur documentaire     | Amy  |                  |
| Detroit Film Critics Society                  | Meilleur documentaire     | Amy  |                  |
| Prix du cinéma européen                       | Meilleur documentaire     | Amy  |                  |
| Alamo Drafthouse Cinema                       | Meilleure bande originale | Amy  |                  |
| Hollywood Film Awards                         | Meilleur documentaire     | Amy  |                  |
| Indiana Film Journalists Association          | Meilleur documentaire     | Amy  |                  |
| Los Angeles Film Critics Association          | Meilleur documentaire     | Amy  |                  |
| National Board of Review                      | Meilleur documentaire     | Amy  |                  |
| New York Film Critics Online                  | Meilleur documentaire     | Amy  |                  |
| Southeastern Film Critics Association         | Meilleur documentaire     | Amy  |                  |
| St. Louis Film Critics Association            | Meilleur documentaire     | Amy  |                  |
| Washington D.C. Area Film Critics Association | Meilleur documentaire     | Amy  |                  |
| 2016                                          | Meilleur documentaire     | Amy  | Oscars du cinéma |

### Nominations
| Année                                      | Cérémonie ou récompense             | Prix                           | Lauréat(es) |
| ------------------------------------------ | ----------------------------------- | ------------------------------ | ----------- |
| 2015                                       |                                     |                                |             |
| Austin Film Critics Association            | Meilleur documentaire               | Amy                            |             |
| British Independent Film Awards            | Meilleur directeur                  | Asif Kapadia                   |             |
| British Independent Film Awards            | Meilleur documentaire               | Asif Kapadia et James Gay-Rees |             |
| British Independent Film Awards            | Producteur de l'année               | James Gay-Rees                 |             |
| British Independent Film Awards            | Prix pour l'ensemble de sa carrière | Chris King                     |             |
| Critics' Choice Movie Awards               | Meilleur documentaire               | Amy                            |             |
| Festival de Cannes 2015                    | L'Œil d'or                          | Amy                            |             |
| Festival de Cannes 2015                    | Queer Palm                          | Amy                            |             |
| East End Film Festival                     | Meilleur documentaire               | Amy                            |             |
| Festival international du film d'Édimbourg | Prix du public                      | Amy                            |             |
| Festival international du film d'Édimbourg | Meilleur documentaire               | Amy                            |             |
| Houston Film Critics Society               | Meilleur documentaire               | Amy                            |             |
| International Documentary Association      | Meilleur prix                       | Amy                            |             |
| Online Film Critics Society                | Meilleur documentaire               | Amy                            |             |
| San Diego Film Critics Society             | Meilleur documentaire               | Amy                            |             |
| San Francisco Film Critics Circle          | Meilleur documentaire               | Amy                            |             |
| Satellite Awards                           | Meilleur documentaire               | Amy                            |             |
| St. Louis Film Critics Association         | Meilleure bande originale           | Amy                            |             |